# Петухова Ксенія Борисівна
Остапенко (Петухова) Ксенія Борисівна (1 жовтня 1987, Київ) — українська художниця та письменниця. Автор пригодницького роману «Легенда золотої кицьки». Свій художній стиль, що поєднує символічність та фантастичність, авторка називає «феєризм».
Авторка та художниця має чимало дипломів та премій. 2000 р. — диплом за участь у виставці «Світова культурна спадщина України». 2003 отримала диплом 1 рівня за участь в 3 Київському міському конкурсі «ПАЛІТРА». 2003 р. — Диплом за 1 місце у конкурсі «Я відкриваю землю» 1 етапу еколого-краєзнавчої акції.
29 листопада 2012 року із художньою роботою «Казкар» брала участь у благодійному аукціоні «Художники — дітям», який проводиться на підтримку дітей з вродженими вадами серця. Аукціон пройшов в будівлі Науково-практичного медичного центру дитячої кардіології та кардіохірургії.

## Виставки
- 2009 — «Yard sale» участь у ярмарку хенд мейд.
- 2010 — «Dreaming-awakening» — об'єднана виставка Ксенії Пєтухової та Христини Хохлової у приміщенні Києво-Могилянської Академії.
- 2012 — Виставка «Солодкі сни» в залі арт-кафе «Пап'є-маше»[2]

14 березня 2013 пройшла презентація книги «Легенда золотої Кицьки» у книгарні «Книги», м. Київ.
Вже 12 квітня 2013 року авторка брала участь у літературній виставці «Медвін» (КиївЕкспоПлаза).
28 серпня 2013 відомий український письменник Андрій Кокотюха у авторському проекті «Кримінальне чтиво UA» дав роману «Легенда золотої кицьки» оцінку 4+, зазначивши, що у авторки «Є бажання адаптувати до українських реалій та ввести в актуальний український контекст сталі схеми, котрі працюють у більш розвинутих літературах Європи та в США».